# Paolo Ricci
Paolo Ricci ou Paolo Riccio, também conhecido como Paulus Ricius, Rici, Ricci, Riccius, Rizius, Rizzius, Riccio, Ritz ou Paulus Israelita (em latim: Paulus Ricius; em alemão: Paul Ritz; c. 1480 – c. 1541) foi um estudioso, escritor, filósofo, cabalista, médico e humanista. Judeu alemão convertido ao cristianismo.

## Biografia
Ricci foi discípulo de Pietro Pomponazzi (1462–1525), mestre de filosofia em Pádua, Mântua, Ferrara e Bolonha. Era, ao que tudo indica, irmão de Agostino Ricci, que teve uma obra Epistola de astronomiae autoribus, reeditada em Paris, em 1521, por Oronce e na qual expõe os princípios da Cabala.
Paolo, além de filósofo, foi também médico, humanista, cabalista e tradutor. No transcurso de 1505, ele se converte ao cristianismo, recebe o batismo e publica sua primeira obra: Salt Federis, na qual confirma sua nova fé e, através da Cabala, busca contra-argumentar o judaísmo corrente. No ano seguinte 1506 ele se muda para Pavia, trava conhecimento com Erasmo de Roterdã, e o substitui como docente em  filosofia e medicina, na Universidade de Pavia.
Mais tarde ele viaja para Innsbruck, na Áustria, como médico da comitiva de Branca Maria Sforza (1472–1510), filha do Duque de Milão Galeazzo Maria Sforza, que havia se casado em segundas núpcias 1494 com Maximiliano I. Ele atuou como médico em Nuremberg e, posteriormente, foi convocado, em 1514, como médico pessoal pelo imperador Maximiliano I de Habsburgo e educador e conselheiro do arquiduque Fernando (mais tarde imperador Fernando I). Viveu durante certo tempo nas proximidades de Salzburgo e Bressanone, onde manteve certas relações com o Bispo Príncipe Matthäus Lang von Wellenburg (1519–1540). Mais tarde tornou-se médico da rainha Ana Jagelão, filha de Vladislau II da Hungria e da Boêmia e de Ana de Foix-Candale que se casara com o futuro imperador Fernando I em 25 de maio de 1521. Ricci, secundou os trabalhos de Jacob ben Jechiel Loans, também médico da Frederico III e Maximiliano I (1508–1519). Jacob era também professor de hebraico (entre seus alunos estava Reuchlin) e era aparentado de Josel von Rosheim (1480–1554), advogado representante da comunidade judaica para a Alemanha e a Polônia e cujo maior trabalho seria defender as comunidades judaicas contra o antissemitismo luterano, conforme atesta ele de próprio punho em seu livro de memórias. Por este tempo e a seu serviço Maximiliano também dispunha de outro renomado cabalista, cujo nome era Henrique Cornélio Agripa, que prestava serviços como historiógrafo da corte.

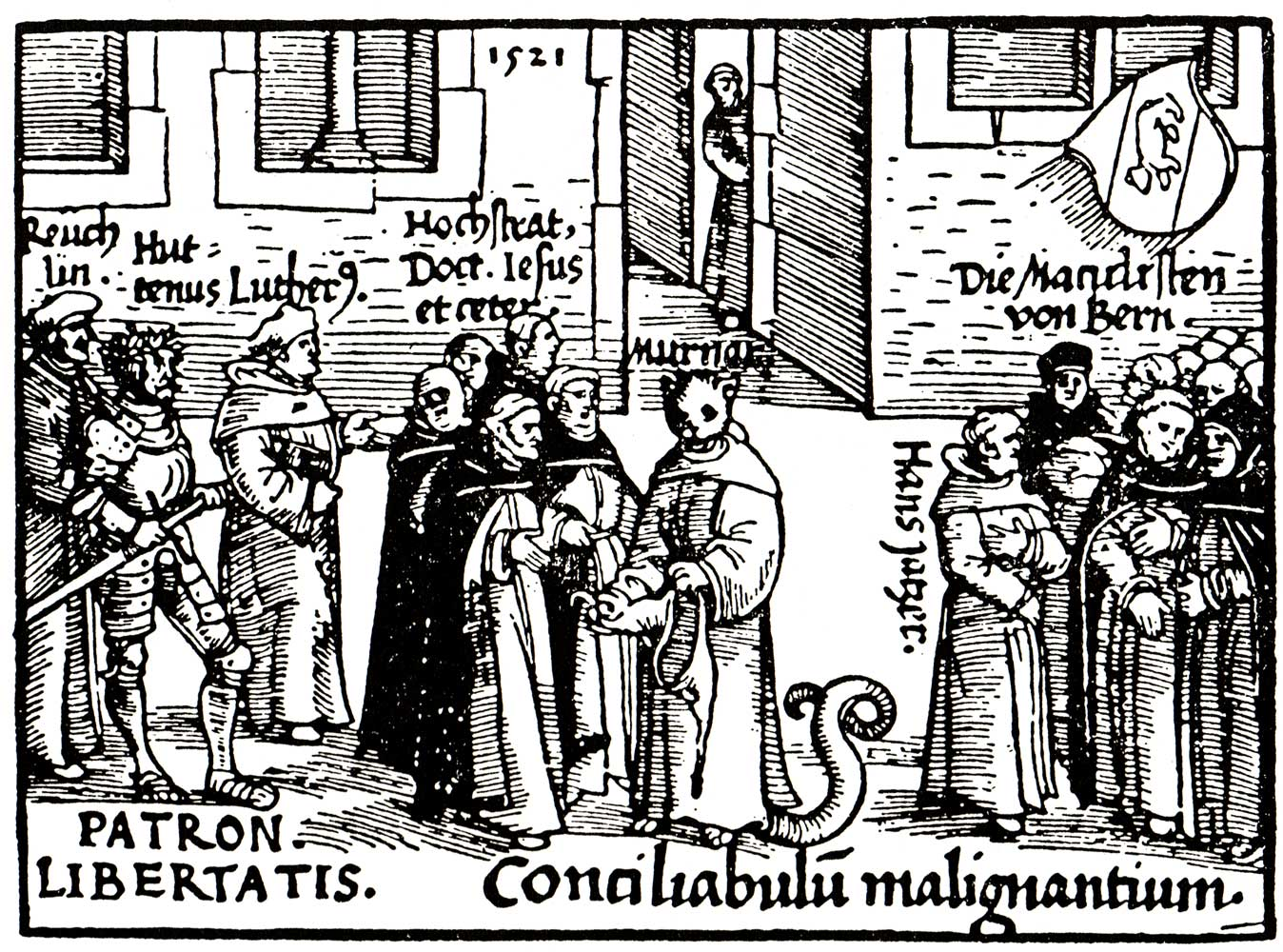
Johannes Reuchlin representado numa xilogravura entre intelectuais importantes de seu tempo; Estrasburgo, 1521

Mais tarde, em 1521, Paolo foi eleito para lacionar hebraico em Pavia e, em 15 de Novembro de 1529 foi agraciado com o título de barão de Sprinzenstein, como reconhecimento aos serviços prestados à coroa. Ele foi condecorado pelo imperador Carlos V, irmão mais velho de Fernando I que, além do baronato, deu-lhe como feudo o castelo de Sprinzenstein, em Sarleinsbach, Alta Áustria, no Mühlviertel e a região correspondente. O castelo até então pertencia a Dionísio Praun e foi dado a Paolo por sugestão e influência do bispo Ernesto de Passau.
Ricci, além de ter sido um estudioso da astrologia, foi professor de hebraico, filosofia, teologia e cabala, era um profundo conhecedor e tradutor dos textos sagrados em latim e hebraico e foi autor de obras filosóficas e teológicas. Ele retomou as idéias de Giovanni Pico della Mirandola e Johann Reuchlin e, após a Dieta de Augsburgo, manteve, durante certo tempo, uma controvérsia neoplatônica com o teólogo católico e um expoente da contrarreforma, Johann Eck sobre a existência de vida sobre os corpos estelares, sobre a alma das estrela (vida em outros planetas), em concordância com outro escritor e cabalista e, adepto do neoplatonismo, Henrique Cornélio Agripa, propagador da chamada cabala-prática e, sob cuja visão deveria haver uma mescla das tendencias Renascentistas com a Cabala, conceito não muito aceito entre os círculos não judaicos.
Ricci tentou levar o aristotelismo italiano para a alemanha. Ricci defendeu Rechlin em 1523 contra o inquisidor James Hoogstraeten que em 1514 havia ordenado a queima dos escritos de Reuchlin. Como resultado seguiu-se a apelação para o pontífice romano Leão X e dois anos mais tarde 1516 , o inquisidor foi demitido. Além de  Erasmo e Reuchlin, ele manteve larga correspondência com outros renomes da época, como Ulrich von Hutten e Willibald Pirckheimer. Contra Hoogstraeten, Ricci escreveu um sermão Apologético, onde demonstrava a existência da Trindade e outras doutrinas cristãs em obras do misticismo judaico.

## A Sociedade Literária Renana

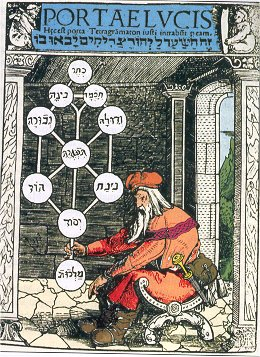
No período medieval teve início a formação de círculos esotéricos de divulgação cabalística na França, Provença, Andaluzia, Espanha e Alemanha - Ashkenaz

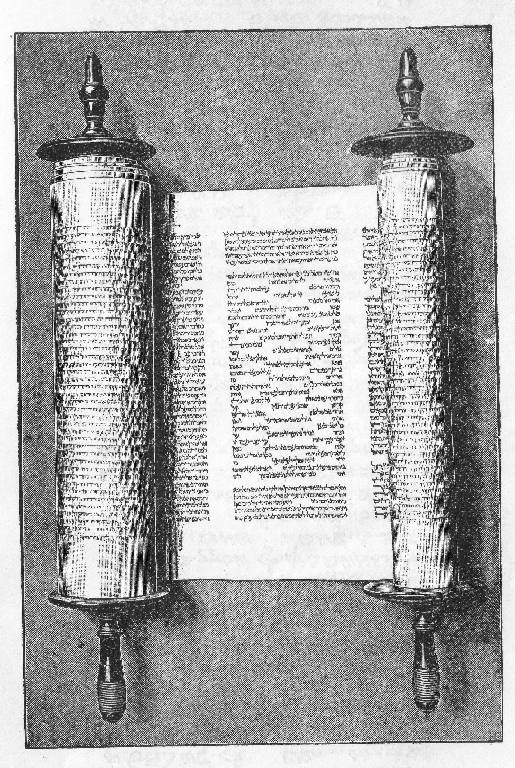
Torá, também conhecida como o Pentateuco de Moisés

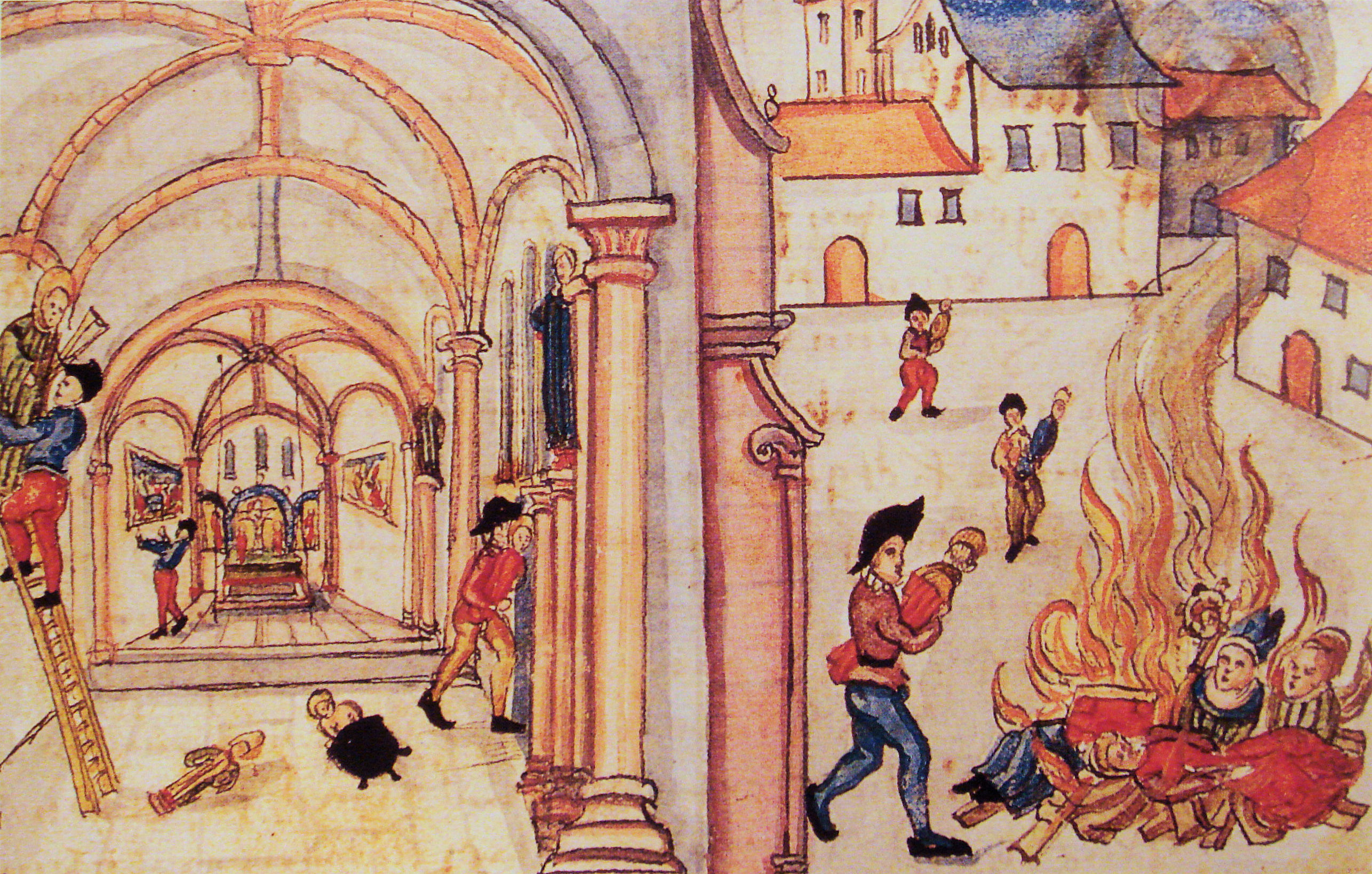
Destruição de ícones em Zurique, 1524

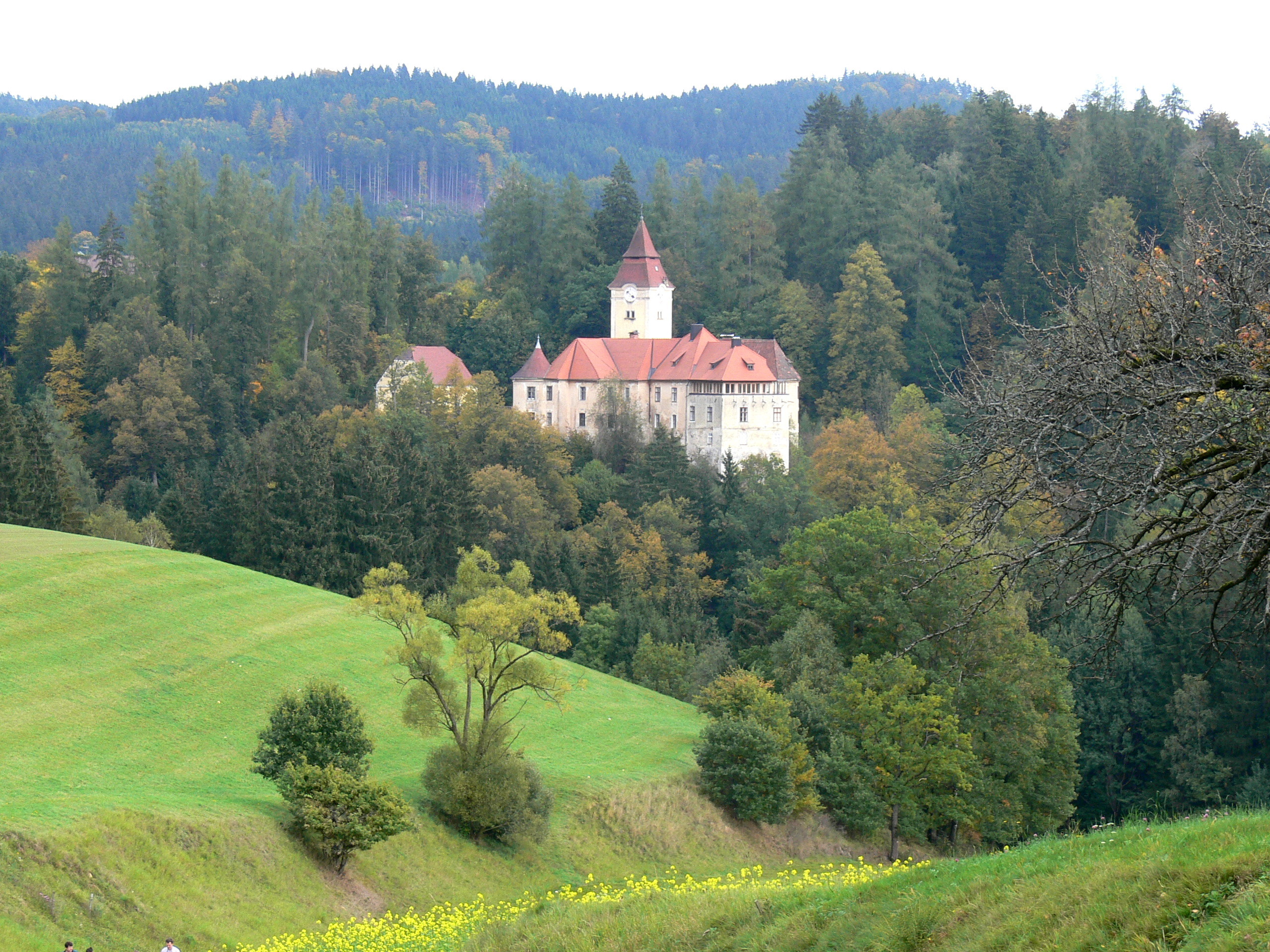
O Castelo de Sprinzenstein, em Sarleinsbach, Alta Áustria

Por está época ele ingressou na Confraria Céltica (antiga Sociedade Literária Renana). Era uma confraria fundada para estudos filosóficos, especialmente a filosofia pitagórica, as ciências, etc. Seus fundadores eram Jean de Dalberg, figura de expressão no mundo universitário e político da época, que passou a usar o pseudônimo de Jean Camerarius; Rodolphe Huesmann, que ficaria conhecido como Agrícola e, por fim, Joahnn von Heidelberg, que a partir dessa época passou a usar o nome de Joahnn Trithemius e, mais tarde abade Trithemius.
Após o ingresso de Paolo, na confraria, é também estudado o hebraico e a Ciência dos números, a Cabala. Paulo exerceu grande influência nos estudos promovidos pela confraria e no estimado número de seus fundadores, insignes professores e membros, dentre os quais figuravam, Jacques Wimpfeling (que usava o pseudônimo de Olearius), grande erudito da Renascença e um estudioso dos textos gregos. E ela mesma, a Confraria, exerceria grande influência sobre humanistas como Erasmo de Roterdã, cuja admiração por Agrícola era notória; Alexandre Hegius ou Alexandre Hegius Synthius, aluno de Agrícola e Mestre de Erasmo de Roterdã, e que fundaria em Deventer a Escola Latina e os Irmãos da Vida Comum. Outro aluno de Agrícola, com denotada influência da Escola Renana, foi Conrad Meissel, que usava o pseudônimo de Celtes Protucius (o primeiro dos Celtas), e, por isso, chamado de Conrad Celtis, que se tornaria um hermetista de grande renome.

## O cabalismo cristão
O conceito propriamente surgiu com Giovanni Pico della Mirandola (1463–1494), discípulo de Marsílio Ficino e referia-se à escola de pensamento judaico relacionada ao misticismo esotérico. Surgiu como consequências do Renascimento e como resultado de prosseguimento de estudos dos textos gregos e traduções por hebraístas cristãos. Veio como um sincretismo ético combinado platonismo, neoplatonismo, aristotelismo, hermetismo e Cabala. Além de Pico della Mirandola, outros, por ele influenciados direta e indiretamente, como Ricci, contribuiram para a proliferação desta vertente. Outros vieram a fazer parte do coro,  como Johann Reuchlin (1455–1522), Walther, cujas idéias e doutrinas exerceu grande influência o teósofo Jacob Böhme, Athanasius Kircher, Christian Knorr von Rosenroth, Johann Kemper (1670–1716), conhecido como Moses ben Aaron de Cracóvia, que lecionou na Universidade de Uppsala entre os 1697 e 1716 e foi tutor de Swedenborg, Adorjan Czipleá, Raymond Lulle, entre outros. Ricci todavia, embora devotado a esta corrente da chamada Cabala do Renascimento ou Cabala Renascentista, destoava consideravelmente da tradição originária e da qual eram adeptos Pico della Mirandola (citado por seu díscipulo Giorgi Burgonovo) e Reuchlin.
Como a maioria dos convertidos do judaísmo, Ricci tentou convencer os judeus sobre o conteúdo dos livros do novo Testamento (os Evangelhos). Sua defesa da Cabala, descrita como a interpretação alegórica da Bíblia, teve apoio e concordância de  Erasmo de Roterdã, sua intenção era mediar o Talmude e a Cabala com a filosofia cristã. Erasmo, concordando com esta justificação de Ricci e, sendo um figura de expressão na época 1520, defendeu-o, através de uma carta, contra as argumentações contrárias e os ataques de Estêvão, o Presbítero. Paolo aborda os conceitos básicos da Cabala cristã, cujos métodos foram difundidos nas práticas ocultistas e espirituais da Europa. No livro Introdução à Cabala Ricci escreve:

"Kabbalah é a capacidade de remover todo o mistério divino e humano da Lei de Moisés...

É o significado literal da Escritura, o qual sujeita-se às condições de tempo e espaço. A Kabbalah é alegórica e permanece por séculos, sem restrições temporais e/ou espaciais..."

Ele contrapôs-se a alguns teólogos católicos em relação às desavenças existentes entre a Ortodoxia e o Protestantismo sobre o culto às imagens (iconografia), tentou mediar um maior entendimento entre ambas vertentes cristãs e, além disso, defendia a união das nações cristãs contra os turcos, que eram, naquele tempo, uma constante ameaça ao mundo ocidental. Por conta de um de seus escritos Ricci envolveu-se em uma disputa contra o (futuro cardeal) Girolamo Aleandro que o acusava o autor de ser tolerante em relação ao protestantismo. Mas disputa maior estava entre o agostiniano e filósofo humanista, Johann Reuchlin e o panfletário e teólogo fanático, estudioso do Talmude e também dominicano, Johannes Pfefferkorn. Este era também um judeu convertido que virou-se em luta contra o judaísmo e conseguiu  do Imperador Maximiliano I a autorização para confiscar todos os escritos judaicos, sob os protestos, em  1510, da comunidade cristã, do  Conselho da Cidade de Frankfurt e do arcebispo de Mainz, Uriel von Gemmingen. As controvérsias se seguiriam na voz de teólogos ortodoxos e protestantes e reformadores tais como Martinho Lutero, João Calvino, Thomas Cranmer, John Knox, Cotton Mather, John Wesley, etc... Era esta a situação de Ricci e de outros judeus cristanizados: às voltas com a Reforma Protestante, sendo eles judeus e ao mesmo tempo professando o cristianismo, já que em ambos os lados, protestantes e católicos havia o ante-semitismo.
Pouco antes de sua morte (que se deu em Innsbruck, entre os anos 1541 e 1542), apareceu em público uma quantidade de escritos, até então desconhecidos, que faziam parte de uma coleção e cujo prefácio era assinado por seu antigo mestre de filosofia Pietro Pomponazzi. Paolo ficou mais conhecido e, posteriormente lembrado, como um dos responsáveis imediatos pela Cabala cristã.

## Obra
Ricci foi um escritor prolífico, autor de vários textos filosóficos e, como Henrich Gratz diz, "tornou-se de boa conta a pequena quantidade de conhecimento judaicos que trouxe com ele para o cristianismo." Seu trabalho mais conhecido é o Portae Lucis, que é uma tradução latinada Cabala Cristã e Renascentista de José Gikatilla - (Augsburg, 1516), trata-se de uma tradução livre de parte da obra cabalística "Sha'are Orah" de José Gikatilla. Este trabalho é composto de uma série de ensaios sobre os dez Sephirotes e sua relação com os nomes divinos. Gikatilla cita os versículos bíblicos e os interpreta de acordo com a correlação cabalística. Jerônimo Ricci (Hieronymus Ricius), filho de Paolo, enviou uma cópia deste trabalho para Reuchlin (futuro tio-avô de Philip Melanchthon, que a utilizou na composição do seu "De Arte Cabbalistica".
Ricci relata que o imperador Maximiliano I, o Sacro Imperador Romano foi quem  ele foi lhe ordenou para que compilasse uma uma tradução latina do Talmud. Tudo o que restou foram as traduções dos tratados Berakot, Sanhedrin, e Makkot (Augsburgo, 1519), das primeiras leituras do Mishná e que é hoje conhecido pelos bibliógrafos.
A mais importante de suas outras obras é "De Cælesti Agricultura", um trabalho religioso-filosófico grande em quatro partes, dedicada ao Imperador Carlos V e seu irmão Ferdinando (Augsburgo, 1541;. 2d ed, Basel, 1597). Sua Opuscula Varia, que contém um tratado sobre os 613 mandamentos, uma obra religiofilosóficas e um tanto controversa que tinha como objetivo demonstrar aos judeus as verdades do cristianismo, e uma introdução à Cabala seguido de uma compilação de suas regras e dogmas, através de quatro edições (Pavia, 1510; Augsburg, 1515; ib 1541;. e Basel, 1597).
Ricci escreveu além destas obras cerca de dez outras, todas em latim, sobre diversos temas religiosos, filosóficos e cabalísticos, que tiveram aparição em Augsburgo em 1546 e foram reimpressas em Basel em 1597.

### Publicações
- 1507 Compendium quo ... apostolicam veritatem: Ratione, Prophetice, Talmudistice, cabbalistice ... confirmat, Pavia,
- 1511 In Apostolorum Simbolvm ... oratoris philosophi et theologi ocvlatissimi a priori demonstratiuus dialogus;
- 1514 Philosophica ac talmvdistica pro christiana veritate tuenda ... disputatio, Augsburg;
- 1515 De Novem Doctrinam Dorinibus: Et totius Perypatetici Dogmatis nexu compendum, conclusiones atque oratio, Augsburg;
- 1515 In Cabalistarum sev Allegorizantivm Eruditionem Isagogae, ebd., in: Ders., De sexcentum et tredecim Mosaicae sanctionis edictis; (Übers. aus d. Hebr.) Joseph Gecatilija, Porta Lucis Haec est porta Tetragrammaton, 2. Auflage Augsburg
- 1519 Apologetica ad Eckiana responsio, Augsburg;
- 1519 In Psalmum Beatus uir Commentariolum, Augsburg;
- 1519 De Anima Coeli Compendium. Responsio ad interrogationes de nomine Tetragrammaton, Augsburg.;
- 1519 Lepida et litere undique concinna in psalmum beatus vir meditatio. Concisa et archanna de modo orandi in nomine tetragrammaton responsio, Augsburg;
- 1520 Talmudica nouissime in latina versa periocunda commentariolo. Naturalia et prophetica de anima coeli omni attentione digna aduersus Eckium examina...,Augsburg.;
- 1523 Serenissimi et inuicti principis Ferdinandi, protho-physici, apologetica, et spirituali eruditione plena, ad pontificem Maximum in allegorizantium dogma. Oratio, Nürnberg, 2. Auflage Augsburg 1525;
- 1529 Oratio ad Principes, Magistratus, Populos Germaniae in Spirensi conventu, Speyer und Wien, 2. Auflage Augsburg
- 1532 Statera Prvdentvm ... Christo Nazareno regni coelorum Duci, Tribunis, ante signanis, et cohortibus crucis compendiarum, et omni attentione dignum hoc P.R. opus desudat, Augsburg und Regensburg.

### Traduções
- Trechos ou partes do Sha'arei Orah de José Gikatilla;
- Tratado de Medicina de Albucasis, erudito espanhol do séc XII. Única edição em latim que sobreviveu até o presente;
- Algumas das obras de Averróis.